# Antonio Cristoforo Collalto-Mattiuzzi
Antonio Cristoforo Collalto-Mattiuzzi (Vicenza, 8 novembre 1717 – Parigi, 5 luglio 1778) è stato un attore teatrale e commediografo italiano.

## Biografia
Collalto-Mattiuzzi esordì in una compagnia di nomadi, trasferendosi nel 1750 alla Compagnia Medebach, guidata da Girolamo Medebach, che seguendo la riforma 'goldoniana' ripeteva fedelmente i copioni.
Il grande istinto di cui era dotato gli consentì non solamente di inserirsi pienamente e adeguarsi allo stile della nuova compagnia, ma anche di sostituire degnamente un Pantalone molto apprezzato, Cesare D'Arbes.
Dato che quegli anni passarono alla storia dell'arte per le sedici commedie promesse da Carlo Goldoni al pubblico veneziano, Collalto si distinse per essere il primo Pantalone nel Il bugiardo e il primo Guglielmo de L'avventuriere onorato.
Attore abile nel canto e capace di recitare con la maschera ma anche senza, era dotato di particolare versatilità artistica.
Dal 1759 entrò nel Théâtre Italien di Parigi, dove fu considerato uno dei migliori commedianti europei, e dove sostituì Carlo Antonio Veronese, altro celebre Pantalone.
Come commediografo scrisse, tra l'altro, I tre gemelli veneziani (Les trois jumeaux vénitiens, 1773), opera di grande successo.
Collalto-Mattiuzzi morì a Parigi il 5 luglio 1778, F.M. Grimm compose l'orazione funebre.
Intorno al 1754 il Collalto-Mattiuzzi sposò a Venezia Lucia Rosalia Cinigoto, dalla quale il 18 settembre 1755 ebbe Caterina Maria Antonia.
Caterina seguì il padre a Parigi, dove l'11 aprile 1774 sposò l'attore Félix Gaillard, e lo stesso anno esordì sul palcoscenico come amorosa nella parte di Angelica nel Pantalon rajeuni. Nel 1775 fu accolta come socia nella Comédie-Italienne.

## Opere
- I tre gemelli veneziani (Les trois jumeaux vénitiens, 1773).